# Adam van der Woude
Adam Simon van der Woude (Oosterlittens, 16 oktober 1927 – Haren, 18 november 2000) was een Nederlandse theoloog, Bijbelwetenschapper en predikant.
Van der Woude combineerde een strikt wetenschappelijke benadering van de tekstgeschiedenis van de Bijbel met een gelovig engagement. Hij was gedurende zijn gehele wetenschappelijke loopbaan verbonden aan de Rijksuniversiteit Groningen.

## Levensloop
Van der Woude was de oudste zoon in een Fries boerengezin. Hoewel het in de lijn der dingen lag dat hij het boerenbedrijf zou voortzetten, volgde hij het gymnasium in Leeuwarden. Hebreeuws vormde daar een onderdeel van het lespakket. Van  1947 tot 1957 studeerde hij theologie en Semitische talen aan de Rijksuniversiteit Groningen. Tijdens zijn studie bekwaamde hij zich naast het Hebreeuws in het Aramees, Akkadisch en Egyptisch. 
In 1947 werden in een grot bij Qumran de eerste Dode Zeerollen gevonden. Dit was voor de Bijbelwetenschap een enorme ontdekking. Deze teksten wierpen een nieuw licht op de tekstgeschiedenis van het Oude Testament en op het vroege jodendom. Van der Woude was buitengewoon geïnteresseerd in deze materie en publiceerde hierover al tijdens zijn studie artikelen. Hij promoveerde in 1957 cum laude op een proefschrift over de gemeenschap van Qumran. Deze dissertatie trok internationale aandacht. Van der Woude wees op de diversiteit binnen de joodse geloofsgemeenschappen en de relatie tussen messiaanse voorstellingen en sociale groep. 
Het predikantschap van 1957 tot 1960 van de hervormde gemeente Noordlaren-Glimmen vormde een intermezzo in het wetenschappelijk bedrijf want in 1960 werd van der Woude in Groningen tot hoogleraar benoemd. In de jaren 1961-1962 verwierf de KNAW de exclusieve publicatierechten van de in 1956 door Bedoeïenen gevonden rollen en fragmenten uit grot 11 van Qumran. De KNAW droeg de publicatie en bewerking van de manuscripten op aan J.P.M. van der Ploeg en de jonge Van der Woude. Van der Woude richtte met het oog op deze taak in 1961 het Qumran Instituut op. Na een groot aantal kleinere publicaties verscheen in 1998 de definitieve publicatie van alle door de KNAW aangekochte manuscripten uit grot 11.
Door de vondst van de Dode Zeerollen was de belangstelling voor het vroege Jodendom sterk toegenomen. In 1970 richtte van der Woude het Journal for the Study of Judaism in the Persian, Hellenistic and Roman Period op. Dit is nog steeds een internationaal toonaangevend wetenschappelijk tijdschrift. In 1974 werd van der Woude lid van de KNAW. In de periode 1987-1990 was hij voorzitter van de afdeling Letterkunde.
Van de Woude was een voorvechter van een wetenschappelijke theologie en de kritische wisselwerking met andere vakgebieden.
Van der Woude ontving eredoctoraten van de universiteit van München (1972) en van de universiteit van St Andrews (1985). In 1989 werd hij onderscheiden als ridder in de Orde van de Nederlandse Leeuw.